# Стів Манданда
Стів Манданда́ Мпіді (фр. Steve Mandanda Mpidi; нар. 28 березня 1985, Кіншаса) — французький футболіст конголезького походження, воротар «Ренна». Також виступає у складі національної збірної, за яку провів 26 матчів і перебував у заявці на трьох чемпіонатах Європи (2008, 2012, 2016) та трьох чемпіонатах світу (2010, 2018, 2022), вийшовши на поле лише двічі — у 2018, коли став чемпіоном світу, та у 2022.

## Клубна кар'єра

### «Гавр»
Стів Манданда дебютував за «Гавр» 11 грудня 2004 у матчі кубка Франції проти «Кевії» (поразка 1—2). Перший матч чемпіонату провів у другому дивізіоні в сезоні 2005-06 рр. у шостому турі проти «Валансьєна», надійно відстоявши усі 90 хвилин, а його команда перемогла вдома з рахунком 3-0.
Свій перший м'яч в складі синьо-блакитних пропустив лише в четвертій грі від ангольського нападника «Клермон Фут» Тіті Буенго. В тому сезоні Стів зіграв у 30 зустрічах, а в наступному 2006-07 — в 37.

### «Марсель»
Влітку 2007 року переходить до «Марселя» на правах оренди, але на початку сезону 2007-08 перший голкіпер команди Седрік Карассо зазнав травми коліна й наставник «олімпійців» Альбер Емон був змушений довірити місце в основі запасному Манданда. Дебют у першому дивізіоні прийшовся на 5 тур проти «Кана», «Марсель» переміг на виїзді з рахунком 1-2, а Стів пропустив свій перший м'яч від французького нападника Стефана Самсона на 92-й хвилині.
5 березня 2008 року Манданда підписує контракт з клубом на 4 роки. У сезоні 2008-09 стоїть в усіх матчах чемпіонату Франції і лише один раз залишив поле, зазнавши незначного ушкодження в матчі проти «Нанта» в 11-му турі, Стіва замінив після першого тайму другий кіпер команди Руді Ріу.
Загалом воротар «виступав» за Марсель дев'ять сезонів, зігравши в цілому 443 гри. За цей час голкіпер виграв з командою чемпіонський титул, а також тричі Кубок французької ліги. Футболіста чотири рази називали найкращим воротарем Ліги 1, в тому числі і в останньому сезоні 2015/16, в якому Манданда зіграв 50 матчів, пропустивши 53 голи. У 16 поєдинках воротар відстояв «на нуль».

### «Крістал Пелес»
1 липня 2016 року Манданда на правах вільного агента перейшов в англійський «Крістал Пелес».

### Повернення до «Марселя»
11 липня 2017 року повернувся назад до Марселя, підписавши трирічний контракт. У «Марселі» Манданда став основним воротарем, а з сезону 2019/20 отримав і капітанську пов'язку. Разом з клубом дійшов до фіналу Ліги Європи 2017—2018.

## Кар'єра в збірній
Виступав за молодіжну збірну Франції, в складі якої потрапив на молодіжний чемпіонат Європи 2006 року, за підсумками якого був визнаний найкращим воротарем турніру, увійшовши до символічної збірної чемпіонату. В головній збірній дебютував під керівництвом Раймона Доменека 27 травня 2008 року проти команди Еквадору, вийшовши на заміну.

### На міжнародних турнірах
На чемпіонат Європи Стів поїхав як запасний воротар, тому й не провів жодної хвилини на полі — тренер Раймон Доменек довірив місце в основі досвідченішому кіперу «Ліона» Грегорі Купе, який і відіграв усі три матчі на полях Австрії та Швейцарії. Там французька дружина виступила вкрай невдало й не змогла пройти до наступного раунду, програвши дві зустрічі та зігравши внічию.
Після того, як по завершенню Євро Купе завершив кар'єру, Манданда став дублером Уго Льоріса, поїхавши в такому статусі на наступні Євро-2012 та Євро-2016, а також ЧС-2010. Лише чемпіонат світу 2014 року воротар змушений був пропустити, оскільки отримав важку травму шиї в останньому турі матчу чемпіонату Франції проти «Генгама» у травні того ж року.
На чемпіонаті світу 2018 Манданда також поїхав у статусі дублера Уго Льоріса. В Росії нарешті провів свій перший матч на світових чи континентальних першостях: тренер Раймон Доменек довірив йому місце у воротах на останній матч групового турніру проти Данії, який нічого не вирішував. За підсумками мундіалю збірна Франції стала чемпіоном світу.

## Особисте життя
Стів Манданда має трьох молодших братів і всі вони виступають на позиції голкіпера — Парфе, 1989 р.н., який грає за «Шарлеруа» та збірну ДР Конго, Ріффі, 1992 р.н., що виступає за «Булонь» та грав за збірну Франції віком до 16 років та молодіжну збірну ДР Конго, та Овер, 1998 р.н., який грає за «Кретей» в оренді з «Бордо».
| Дата       | Місто           | Господарі  | Результат | Гості             | Турнір             | Голи | Примітки |
| ---------- | --------------- | ---------- | --------- | ----------------- | ------------------ | ---- | -------- |
| 27-5-2008  | Гренобль        | Франція    | 2 – 0     | Еквадор           | товариський матч   | -    | 46'      |
| 20-8-2008  | Гетеборг        | Швеція     | 2 – 3     | Франція           | товариський матч   | -2   |          |
| 6-9-2008   | Відень          | Австрія    | 3 – 1     | Франція           | Відбір до ЧС 2010  | -3   |          |
| 10-9-2008  | Сен-Дені        | Франція    | 2 – 1     | Сербія            | Відбір до ЧС 2010  | -1   |          |
| 11-10-2008 | Констанца       | Румунія    | 2 – 2     | Франція           | Відбір до ЧС 2010  | -2   |          |
| 14-10-2008 | Сен-Дені        | Франція    | 3 – 1     | Туніс             | товариський матч   | -1   |          |
| 11-2-2009  | Марсель         | Франція    | 0 – 2     | Аргентина         | товариський матч   | -2   |          |
| 28-3-2009  | Каунас          | Литва      | 0 – 1     | Франція           | Відбір до ЧС 2010  | -    |          |
| 1-4-2009   | Сен-Дені        | Франція    | 1 – 0     | Литва             | Відбір до ЧС 2010  | -    |          |
| 2-6-2009   | Сент-Етьєн      | Франція    | 0 – 1     | Нігерія           | товариський матч   | -1   |          |
| 9-9-2009   | Белград         | Сербія     | 1 – 1     | Франція           | Відбір до ЧС 2010  | -1   | 12'      |
| 10-10-2009 | Генгам          | Франція    | 5 – 0     | Фарерські острови | Відбір до ЧС 2010  | -    |          |
| 26-5-2010  | Ланс            | Франція    | 2 – 1     | Коста-Рика        | товариський матч   | -1   |          |
| 6-6-2011   | Донецьк         | Україна    | 1 – 4     | Франція           | товариський матч   | -1   |          |
| 27-5-2012  | Валансьєнн      | Франція    | 3 – 2     | Ісландія          | товариський матч   | -2   |          |
| 5-6-2013   | Монтевідео      | Уругвай    | 1 – 0     | Франція           | товариський матч   | -1   |          |
| 11-10-2014 | Париж           | Франція    | 2 – 1     | Португалія        | товариський матч   | -1   |          |
| 14-10-2014 | Єреван          | Вірменія   | 0 – 3     | Франція           | товариський матч   | -    |          |
| 18-11-2014 | Марсель         | Франція    | 1 – 0     | Швеція            | товариський матч   | -    |          |
| 26-3-2015  | Сен-Дені        | Франція    | 1 – 3     | Бразилія          | товариський матч   | -3   |          |
| 11-10-2015 | Копенгаген      | Данія      | 1 – 2     | Франція           | товариський матч   | -1   |          |
| 25-3-2016  | Амстердам       | Нідерланди | 2 – 3     | Франція           | товариський матч   | -    |          |
| 1-9-2016   | Барі            | Італія     | 1 – 3     | Франція           | товариський матч   | -1   |          |
| 6-9-2016   | Борисов (місто) | Білорусь   | 0 – 0     | Франція           | Відбір до ЧС 2018  | -    |          |
| 10-11-2017 | Сен-Дені        | Франція    | 2 – 0     | Уельс             | товариський матч   | -    |          |
| 14-11-2017 | Кельн           | Німеччина  | 2 – 2     | Франція           | товариський матч   | -2   |          |
| 28-5-2018  | Сен-Дені        | Франція    | 2 – 0     | Ірландія          | товариський матч   | -    |          |
| 26-6-2018  | Москва          | Данія      | 0 – 0     | Франція           | ЧС 2018 - 1-й етап | -    |          |
| 11-10-2019 | Рейк'явік       | Ісландія   | 0 – 1     | Франція           | Відбір до ЧЄ 2020  | -    |          |
| 14-10-2019 | Сен-Дені        | Франція    | 1 – 1     | Туреччина         | Відбір до ЧЄ 2020  | -1   |          |
| 14-11-2019 | Сен-Дені        | Франція    | 2 – 1     | Молдова           | Відбір до ЧЄ 2020  | -1   |          |
| 17-11-2019 | Тирана          | Албанія    | 0 – 2     | Франція           | Відбір до ЧЄ 2020  | -    | 46'      |
| Усього     |                 | Матчів     | 32        |                   | Голів              | -30  |          |

## Досягнення

### Командні
- Віцечемпіон Європи: 2016
- Чемпіон світу: 2018
- Віцечемпіон світу: 2022

 «Олімпік» (Марсель)
- Чемпіон Франції: 2009/10
- Срібний призер чемпіонату Франції (2): 2008/09, 2010/11, 2012/13
- Бронзовий призер чемпіонату Франції: 2007/08
- Володар Кубку французької ліги (3): 2009/10, 2010/11, 2011/12
- Володар Суперкубка Франції (2): 2010, 2011

### Особисті
- Найкращий воротар чемпіонату Франції (5): 2007/08, 2010/11, 2014/15, 2015/16, 2017/18
- Найкращий молодий гравець року у Франції: 2007
- Найкращий гравець сезону в «Олімпіку»: 2008
- Включений у символічну збірну чемпіонату Франції (5): 2007/08, 2010/11, 2014/15, 2015/16, 2017/18
- Гравець матчу за Суперкубок Франції: 2010
- Гравець місяця в чемпіонаті Франції: серпень 2008
- Включений в символічну збірну чемпіонату Європи серед молодіжних команд: 2006